# Nieves Herranz
Nieves Herranz es una actriz española que ha trabajado en los primeros cortometrajes del director Alejandro Amenábar. Su colaboración más significativa fue en 1996 en la película Tesis, haciendo el personaje de Sena Márquez.

## Obras en las que ha participado
Como actriz:
- Himenóptero (1992)... María
- Luna (1995) ... Luna
- Tesis (1996) ... Sena Márquez
- Ni contigo ni sin ti (Dos episodios, 1998) ... Ana

Como escritora:
- Luna (1995)
- La Yaya (2001)

- Datos: Q6042796